# Мапуту (затока)
Мапуту, Делагоа (порт. Baía de Maputo; Baía da Lagoa) — затока, одна з найкращих гаваней в Індійському океані. Розташована на півдні Мозамбіцької протоки біля берегів Мозамбіку.
Довжина затоки становить приблизно 112 км, ширина — від 25 до 40 км, глибина — від 10 до 16 м. Береги низовинні, болотисті, покриті лісом. Гирла впадаючих річок (наприклад, Лімпопо) затоплені і утворюють бухти. Величина протоки становить від 1,8 до 5 м. Розвинене рибальство (ловля креветок). Головний порт — Мапуту.